# Rapana
Rapana – rodzaj obejmujący duże, drapieżne, morskie ślimaki z rodziny rozkolcowatych (Muricidae).

## Cechy morfologiczne

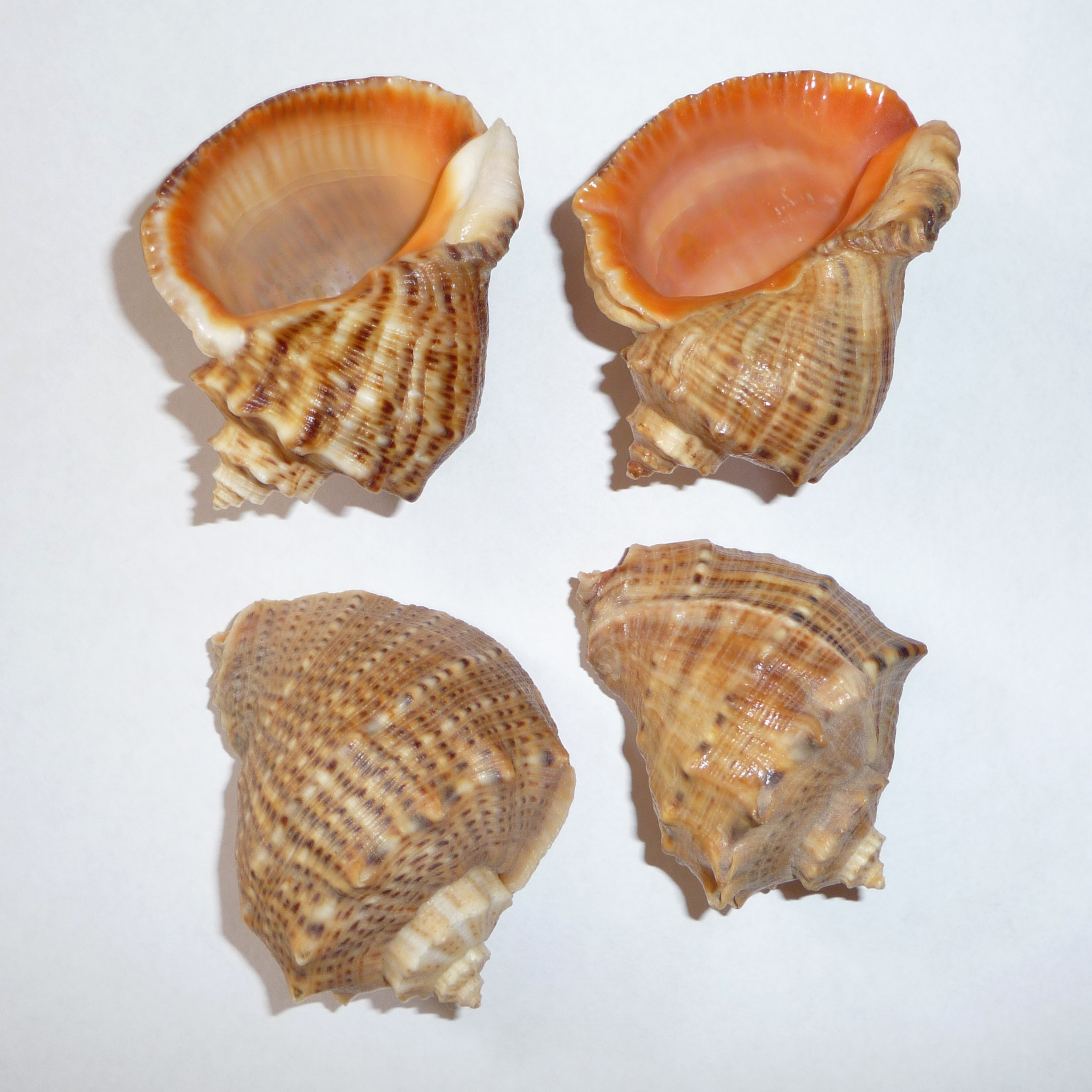
Muszle Rapana venosa (Morze Czarne)

Muszle grubościenne, duże lub średniej wielkości (wysokość: do 180 mm), z niewysoką, ostro zwężającą się w kierunku rynienki syfonalnej skrętką. Ostatni skręt mocno rozdęty, ujście odsłania wnętrze muszli. Na powierzchni zewnętrznej muszli łuskowate lub karbowane spiralne powrózki, wokół dołka osiowego odkłada się łuskowata krawędź wyznaczająca położenie rynien syfonalnych ze wcześniejszych stadiów rozwoju ontogenetycznego (fasciola). Wieczko konchiolinowe, dołek osiowy odkryty, głęboki. Barwa muszli zróżnicowana, dominują kolory beżowe i brązowe.

## Występowanie
Strefa litoralna i sublitoralna południowo-wschodnich i wschodnich wybrzeży Azji, wschodnich wybrzeży Afryki. Niektóre gatunki (Rapana venosa) w wyniku zawlekania przez człowieka rozprzestrzeniają się w innych akwenach (Morzu Czarnym, Atlantyku).

## Biologia i ekologia

### Wymagania środowiskowe
W macierzystych akwenach rapany zasiedlają niezbyt licznie strefę o głębokości 0,4 do 7 m (przeważnie 1–3,5 m), preferując obszary położone w pobliżu ujść rzek.

### Rozród
Jajorodne, jaja składane w kokonach jajowych, rozwój złożony z larwą swobodnie pływającą w toni wodnej.

### Dieta
Drapieżniki, odżywiające się bentosowymi bezkręgowcami, głównie innymi mięczakami. Głównym pokarmem dalekowschodnich rapan są ostrygi z rodzaju Ostrea, których grubą muszlę rapana przewierca. Natomiast czarnomorskie rapany mają bardziej urozmaiconą dietę, przy czym najczęściej atakują omułki, używając do otwarcia ich muszli swojej mięsistej nogi.

## Podział systematyczny
Do rodzaju Rapana należą następujące gatunki:
- Rapana bezoar (Linneusz, 1767) – gatunek typowy
- Rapana lafollettei Thach, 2023
- Rapana rapiformis (Born, 1778)
- Rapana venosa (Valenciennes, 1846)